# Nepal i olympiska sommarspelen 2000
Nepal deltog i de olympiska sommarspelen 2000 med en trupp bestående av fem deltagare, två män och tre kvinnor, men ingen av landets deltagare erövrade någon medalj.

## Friidrott
Herrarnas 5 000 meter
- Gyan Bahadur Bohara
  1. Omgång 1 - 14:34.15 (gick inte vidare) 34:e plats

Damernas 100 meter
- Devi Maya Paneru
  1. Omgång 1 - 12.74 (gick inte vidare)